# 阿拉巴馬州立大學
阿拉巴馬州立大學（Alabama State University）是一所位于美国阿拉巴馬州蒙哥馬利的州立大学、傳統黑人大學，該校成立於西元1867年。阿拉巴馬州立大學是州政府建立於19世紀用來提供快速成長的公立學校老師的180所師範學校之一。

## 歷史

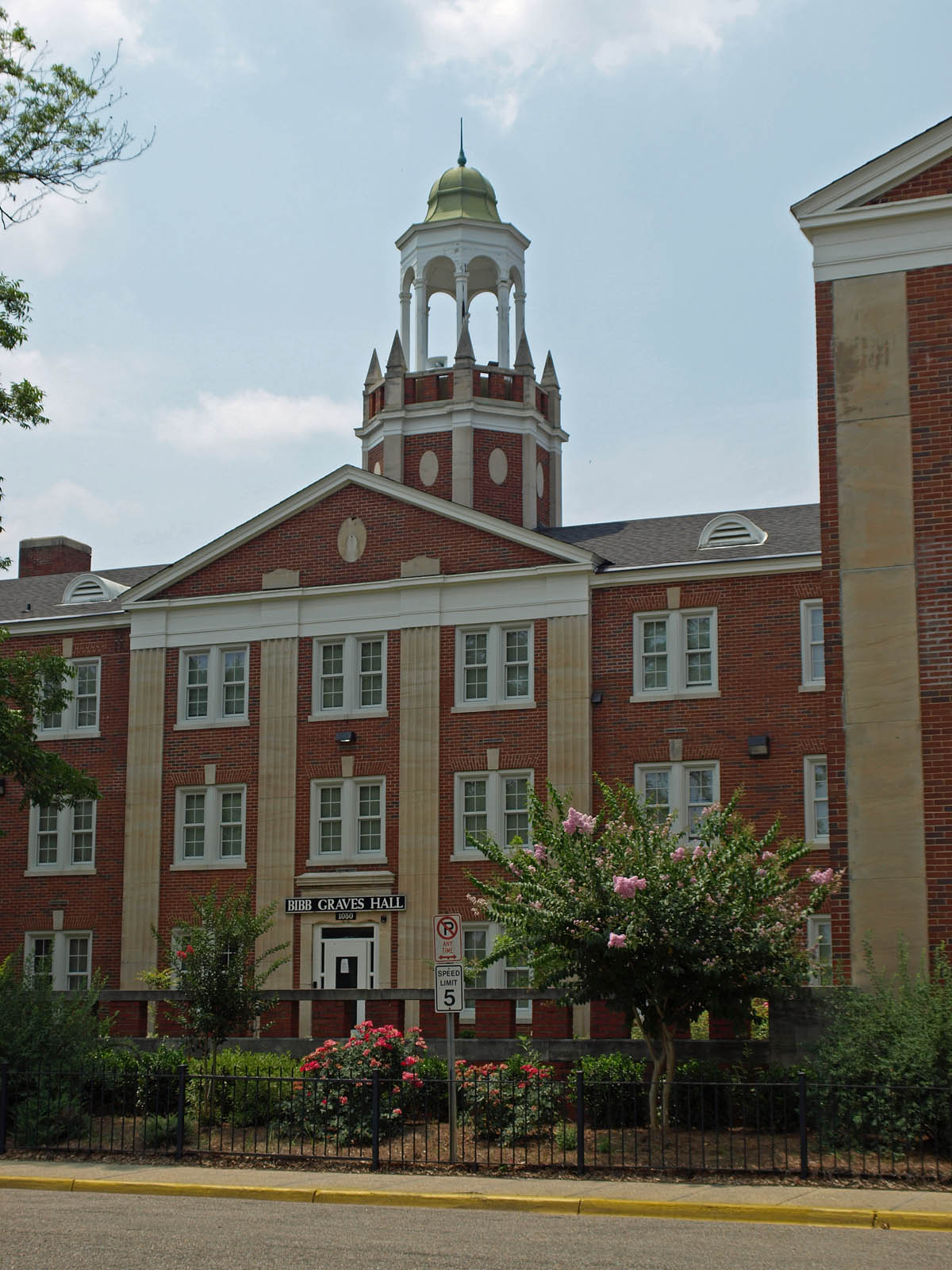
Bibb Graves Hall

其歷史可以追溯到1867年在馬里昂成立的林肯師範學校（Lincoln Normal School），1887年在蒙哥馬利開設校區，1929年成為正式的四年制高等教育機構，1954年改名阿拉巴馬州利學院，1969年改現名。
2012年12月該大學校長約瑟夫·西爾弗（Joseph Silver）在上任13個星期後辭職，原因是他在任時涉嫌謀欺詐和經濟利益糾紛，儘管次年10月州長羅伯特·朱利安·本特利要求該大學停止尋找新的校長，并先解決這個財務糾紛，但該大學發言人稱此命令不具強制性。 九個月後州長又指出校董和副董涉入利益糾紛，令二人辭職，最終校董辭職，而副董也被州長撤換。

## 排名
- 2024年《美國新聞與世界報道》將阿拉巴馬州立大學排在國家級大學排名內，排名落在392-434區間[4]。
- 2019泰晤士高等教育將阿拉巴馬州立大學排在美國大學排名內，排在800名內[5]。

## 校友
- 駱錦明：王道商業銀行創辦人暨榮譽董事長、中華民國工商協進會榮譽理事長。

## 外部連結
- 维基共享资源上的相關多媒體資源：阿拉巴馬州立大學
- Official website （页面存档备份，存于）
- Official athletics website （页面存档备份，存于）

32°21′50″N 86°17′42″W / 32.364°N 86.295°W